# Michael Bates

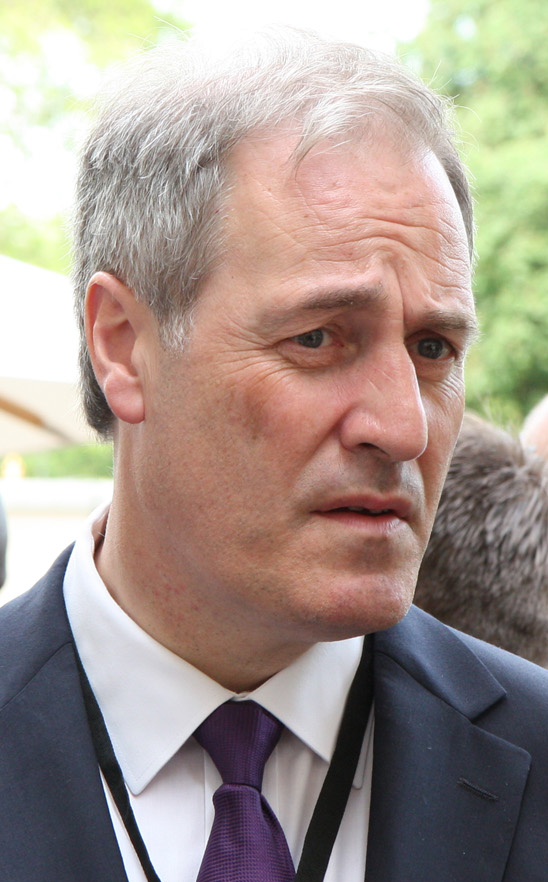

Michael Walton Bates, Barão Bates nascido em 26 de maio de 1961 em Gateshead é um político do Partido Conservador no Reino Unido servindo na Câmara dos Lordes desde 2008, tendo anteriormente representado pelo círculo eleitoral de Langbaurgh na Câmara dos Comuns, de 1992 a 1997. De 2014 a 2015 ele foi Subsecretário Parlamentar do Estado, em Informações Criminais no Ministério do Interior. Em maio 2015, foi nomeado Ministro de Estado no Ministério do Interior. Em março de 2016 , ele renunciou ao cargo de Ministro de Estado, a fim de realizar uma caminhada de 2000 milhas (3219 km) de Buenos Aires para o Rio de Janeiro  em prol da Trégua Olímpica.
Michael Bates retornou ao governo como Ministro de Estado pelo Departamento de Desenvolvimento Internacional em Outubro de 2016. Bates pediu para se renunciar em 31 de Janeiro de 2018, mas o pedido não foi aceito pelo Primeiro-Ministro. No entanto, em Abril de 2019, Bates novamente pede a renuncia e se afasta do cargo de Ministro de Estado do Departamento de Desenvolvimento Internacional, a fim de realizar uma caminhada de Belfast a Bruxelas.

## Início da Vida e Educação
Nascido em Gateshead na Inglaterra, em 1961, Bates estudou em Heathfield Senior High School e Gateshead College. Em 1987, ele fez parte de uma equipe que contribuiu para que uma Escola Estadual Técnica (Technology College City - CTC) pudesse ser aberta em Gateshead e em 1990 a Emmanuel College foi formalmente aberta.

## Carreira Política
Bates juntou-se ao Partido Conservador em Gateshead, em 1979 e mais tarde tornou-se Presidente da Associação Conservativa de Gateshead. Foi membro fundador dos Jovens Conservadores de Gateshead,  Presidente dos Jovens Conservadores do norte e membro do Comité Consultivo Nacional dos Jovens Conservadores de 1984 à 1989.
Ele participou de várias eleições para o Conselho do Distrito de Gateshead para o Partido Conservador, entre 1983 e 1989. Na Eleição Geral de 1987 ele se candidatou para o parlamento pela primeira vez, se opondo a Tyne Bridge, que foi eleito pelo Partido Trabalhista. Bates se candidatou a eleição de novembro 1991 em Langbaurgh que se deu devida a morte do deputado conservador MP Richard Holt. Bates perdeu para o Partidário Trabalhista Ashok Kumar.

### Câmara dos Comuns
Cinco meses depois de perder a eleição de Novembro de 1991, uma nova eleição foi realizada (General Election) e Bates foi eleito para Langbaurgh, ganhando de Kumar. Bates foi nomeado Secretário Particular Parlamentar de Nicholas Scott, Ministro de Estado no Departamento de Segurança Social, em outubro de 1992. Em novembro de 1993, ele votou contra uma proposta do governo para aumentar os salários dos membros do parlamento num momento em que outros empregados do setor público não recebiam aumento e como resultado foi forçado a renunciar seu cargo júnior no governo como um assessor ministerial.
Em Maio de 1994 voltou ao governo como Secretário Particular Parlamentar de John Wheeler, Ministro de Estado no Gabinete da Irlanda do Norte e dois meses depois foi nomeado para seu primeiro papel ministerial integral como Assistente Governamental "whip". Em 1995 ele foi promovido a ser um "Governamental whip" e Lorde Comissário de Tesouro de Sua Majestade (Lord Commissioner to Her Majesty's Treasury) e foi nomeado Tesoureiro Geral no Gabinete do Governo e Ministro Patrocinador (Sponsor Minister) do nordeste da Inglaterra em 1996. Ele ocupou os últimos lugares até Maio de 1997.

### 1997 até 2008
O Círculo eleitoral de Langbaurgh foi abolido para a eleição geral de 1997, de forma que Bates se candidatou a uma posição semelhante no Círculo eleitoral do  Sul de Middlesbrough e Leste de  Cleveland , mas perdeu para Kumar nesta terceira competição em menos de seis anos. Depois de perder a eleição, Bates foi para a Said Business Business School da Universidade de Oxford, pós-graduando na faculdade de Wadham, Oxford em 1998, com um mestrado em Administração de Empresas (MBA). Bates serviu como membro do Fórum Consultivo de Negócios da Saïd Business School, de 1999 a 2011.
Entre 1998 e 2005, Bates atuou como Diretor de Consultoria e Pesquisa em Oxford Analytica. Entre 2006 e 2008 , Bates fez um doutorado (ética e política externa) na School of Government and International Affairs, University of Durham  e serviu como um tutor não residente na St John's College, University of Durham, o qual que ele não completou, por ter sido nomeado para a Câmara dos Lordes em 2008.

### Campanha do Norte
Em 2006, Bates foi nomeado Vice-Presidente do Partido Conservador com responsabilidade específica para o Norte da Inglaterra. Bates serviu como um suplente para William Hague em seu papel como Presidente do Conselho do Norte do Partido Conservador e Chefe da Campanha do Norte.

### Câmara dos Lordes
Bates foi premiado com um título de nobreza em 30 de Junho de 2008 como Baron Bates, de Langbaurgh no condado de North Yorkshire. Também a partir de 2008, ele atuou como diretor das Emmanuel Schools Foundation e um diretor de Bede Academy, Blyth ; Trinity Academy, Doncaster e King's Academy, Middlesbrough, ficando nesse posto até 2010 .
Em dezembro de 2008, Bates foi nomeado para ser membro do Gabinete Pararelo - Gabinete do Governo e Energia & Mudanças Climáticas (Shadow Minister - Cabinet Office and Energy & Climate Change). Em março de 2009, tornou-se ministro do Gabinete Paralelo (Shadow Minister) para Comunidades e Governo Local (Communities & Local Government) e em janeiro de 2010 , tornou-se ministro do Gabinete Pararelo para Crianças, Escolas e Famílias (Children, Schools & Families).
Em 2013 , Lord Bates foi nomeado Vice-Presidente (Deputy Chairman and Deputy Speaker) da Câmara dos Lordes. Em outubro de 2013, ele foi nomeado Government Whip/Lord in Waiting (membro da Casa Real) e porta-voz da Câmara dos Lordes para o governo no Departamento de Trabalho e Pensões;  Departamento de Desenvolvimento Internacional ; Departamento de Cultura, Mídia e Esporte e do Departamento de Inovação Empresarial e Competências (Department of Business Innovation and Skills).
Em 6 de agosto de 2014, Bates foi nomeado como Subsecretário de Estado da Informação Criminal no  Ministério do Interior em sequência da renúncia da Baronesa Warsi, sucedendo ao Lorde Taylor of Holbeach.
Em maio de 2015, Lord Bates foi nomeado como Ministro de Estado no Ministério do Interior e foi nomeado para  O Muito Honorável Conselho Privado de Sua Majestade
Em 23 de Março de 2016, Lord Bates renunciou ao cargo de Ministro de Estado do Ministério do Interior, a fim de realizar uma caminha de 2000 milhas (3219 km) - junto ao apoio de sua esposa Xuelin - de Buenos Aires para o Rio de Janeiro em prol da Trégua Olímpica e arrecadar fundos para a UNICEF .

## Caridade
Em 2009, Bates foi nomeado Patron of Tomorrow's People (North East) pela instituição de caridade especializada na obtenção da facilidade de acesso de jovens em formação e trabalho. Bates empreendeu duas caminhadas patrocinados chamados 'Walk for Tomorrow” para eles em 2009 e 2010, levantando mais de £ 25.000. Em 2011 , ele foi indicado para o prêmio Dods Charity Champion pelo Tomorrow's People.
Em 27 de Julho de 2013 (o primeiro aniversário dos Jogos de Londres 2012), Lorde Bates embarcou numa jornada de  518,8 milhas (835 km)  a pé, junto ao apoio de sua esposa Xuelin,  de Londres para Derry, Irlanda do Norte, para arrecadar fundos para o trabalho de Save the Children na Síria. A caminhada, que levou 35 dias para ser concluída, levantou mais de £ 50.000 para a instituição. Em 2013 Lorde Bates foi indicado para A campanha Internacional do Ano ( 'International Campaigner of the Year') no prêmio Dods Parliamentary Awards.
Em 4 de Agosto de 2014, Lord Bates embarcou em uma caminhada de 1054 milhas (1696 km), junto ao apoio de sua esposa Xuelin, de Londres a Berlim arrecadando £41,000 para a caridade alemã Friedensdorf International (Peace Village International)  que fornece ajuda médica de emergência para crianças vítimas de conflito.
Em 27 de julho de 2015 (o 3º aniversário dos Jogos de Londres de 2012) Lorde Bates embarcou em uma caminhada de 71 dias, 1059 milhas (1704 km), junto ao apoio de sua esposa Xuelin, de Pequim a Hangzhou: cidade natal de sua esposa. A caminhada arrecadou £ 90.000 para os projetos do Comitê Internacional da Cruz Vermelha na China.
Em 20 de julho de 2017, Lord Bates embarcou em uma caminhada de 635,8 milhas em torno do Reino Unido para levantar fundos para o UK Solidary Fund criado para apoiar as vítimas dos ataques terroristas em Londres e Manchester. Bates começou sua caminhada em Londres; continuou passando por Cardiff, Manchester e Belfast,  terminando em Edimburgo. A caminhada arrecadou £ 56.597,68 para a Cruz Vermelha Britânica.
Em 17 de setembro de 2018, Lord & Lady Bates embarcaram em uma caminhada de 160,59 milhas de Pequim a Caofeidian, província de Hebei, arrecadando fundos para bolsas de estudo para jovens da China e do Reino Unido. Mais de 300 jovens se juntaram à caminhada "Walk your Dream" ao longo da caminhada. A caminhada arrecadou £ 353.898 para bolsas de estudo com a "Caofeidian Vocational Education City" e também para oportunidades de emprego no Reino Unido com o órgão de caridade "The Prince's Trust".

## Trégua Olímpica

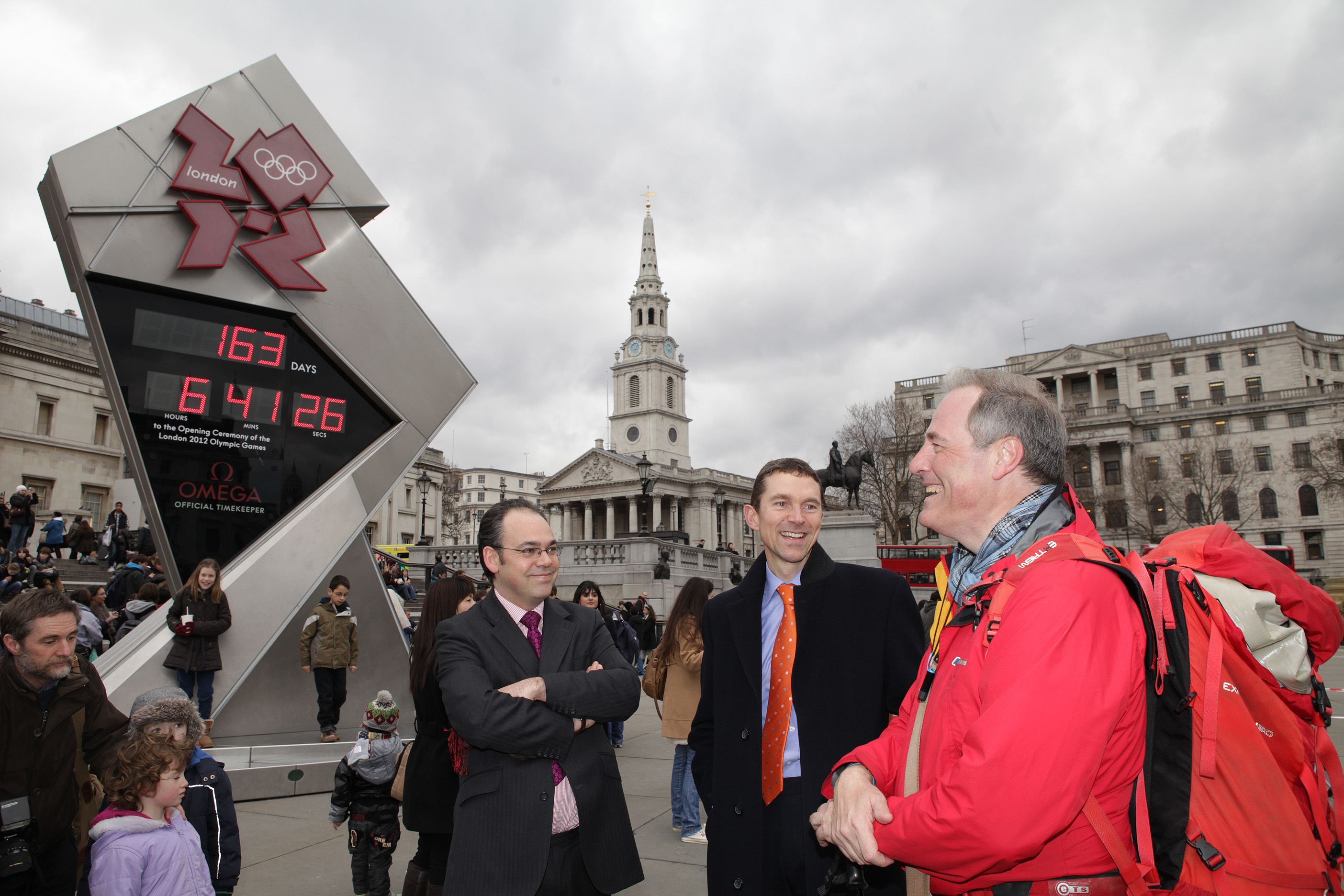
Lorde Bates Andando em direção a Trafalgar Square, depois de quase seis milhões e meio de passos dados em sua caminhada de 3000 milhas (4820 km) atravessando a Europa em prol da Resolução da Trégua Olímpica das Nações Unidas. (2012)

Bates fez campanha para a Trégua Olímpica para os Jogos Olímpicos Londres 2012 & Jogos Paraolímpicos para ser levada a sério pelos signatários da  Resolução da Trégua Olímpica das Nações Unidas.  Em abril de 2011, ele partiu em uma " Caminhada em prol da  Trégua” de Olympia na Grécia para Westminster, Londres, para sensibilizar as pessoas sobre a Trégua Olímpica e sua importância nos Jogos de Londres de 2012 . Em 2012 Lorde Bates recebeu o prêmio Open Fields Award from the Olympic Truce Foundation USA por seu trabalho na sensibilização em prol da Trégua Olímpica.
Em 6 de abril de 2016, o Dia Internacional do Esporte para o Desenvolvimento e pela Paz das Nações Unidas Lord Bates vai embarcar em uma caminhada de 2000 milhas (3219 km), 140 dias, de Buenos Aires (cidade anfitriã dos Jogos Olímpicos da Juventude de 2018)  para o Rio de Janeiro, cidade anfitriã dos Jogos Olímpicos e Paraolímpicos de 2016. O objetivo da caminhada, como em 2012, será de sensibilização para a Resolução da Trégua Olímpica das Nações Unidas que declara a Trégua olímpica de 2016 e levantar fundos para UNICEF e seu trabalho de defesa dos direitos das crianças pelo mundo.
Em 2016, Lord Bates foi nomeado membro da diretoria da International Olympic Truce Foundation.

## Honras / Prêmios
Fellow, Industry and Parliament Trust (1994)
Fellow, The Royal Geographical Society (2016)
Open Fields Award (2012) from Olympic Truce Foundation of the USA
Order of Skanderbeg (2015) from Republic of Albania
Ice Breaker Award (2015) do 48 Group Club

## Publicações
Walk for Peace (2016) Autor: Michael Bates,  Editor: Xuelin Bates, publicado pelo: New World Press
Walk for Peace—Transcultural Experiences in China (2019)  Autor: Michael Bates, Editor: Xuelin Bates, publicado pelo: London: Global China Press
Walk your Dream (2019) Autor: Michael Bates, Editor: Xuelin Bates, publicado pelo New World Press
The Road to International Financial Stability, Palgrave Macmillan (2003)— autor contribuinte.

## Vida Pessoal
Bates casou-se com Carole (née Whitfield ) em 1983 e o casal se divorciou em 2008. Eles têm dois filhos, Matthew (nascido em 1987) e Alex (nascido em 1990).
Bates mais tarde se casou Xuelin (née Li) em 2012. Bates a conheceu durante sua caminhada de 2011 de Olympia - Grécia, a Londres, casando-se em 20 de julho de 2012 - dia em que a Trégua Olímpica de Londres entrou em vigor. Eles estabeleceram a Fundação Caminhada pela Paz e prometeram realizar caminhadas anuais pela paz e reconciliação.